# TZ-45衝鋒槍
TZ-45是一款由意大利社会共和国槍械設計師托諾尼（Tonon）和佐爾佐利·詹多索（Zorzoli Giandoso）兩兄弟所研製、詹多索兄弟工廠（Fabbrica Fratelli Giandoso）在1944年至1945年期間少量生產的冲锋枪，估計僅生產了6,000枝。發射9×19公釐帕拉貝倫口徑和9毫米菲奧基口徑手枪子彈。

## 研發歷史
第二次世界大戰期間，意大利軍隊的主力衝鋒槍貝瑞塔M1938。這是意大利最成功的武器設計之一，但並非全無缺陷。最重要的是這衝鋒槍的生產技術（主要基於銑削）。對於貝瑞塔M1938而言，這工藝需時過太長了。
1943年，阿瑪格拉·克雷莫納研製了FNAB-43衝鋒槍。它比M1938更方便，更準確；但生產更為複雜，價格昂貴。同時，在意大利社會共和國北部形成的抵抗運動的情況意味著他們需要更簡單、更容易生產的武器。
TZ-45衝鋒槍是由意大利的兩兄弟托諾尼（Tonon）和佐爾佐利·詹多索（Zorzoli Giandoso）所設計的，並且在他倆自己的小公司以內生產。在意大利北部（1944年至1945年）的内战期間，所有的TZ 45都發配給了意大利社会共和国部隊並用以與意大利游击队部隊交戰，然而它倆當中的一部份最終有可能在德意志國防軍當中服役並且參與類似的交戰行動。戰爭結束以後，剩餘的槍枝都移交給英國和美國軍隊。該槍以後由他倆作出評估，但一般意見都偏向不利。但是這枝槍械從戰爭當中誕生，由於材料質量差劣等因素，以致可靠性聲名狼借，而且生產和表面處理的風格亦並不受歡迎。
該槍的項目和生產造權其後被出售給缅甸国防军，並在緬甸以BA-52的名義生產，俗稱“奈温的斯登”（Ne Win STEN）。BA-52彷研完畢以後，在仰光湖和茵雅湖附近的兵工廠開始大量生產，並且被用作緬甸軍隊的制式衝鋒槍。緬甸的彷製型製造粗劣而且不大可靠，但它們仍然在1980年代中期與裝備它倆的步兵們一起服役，甚至到了1990年代初的支援部隊仍然使用。但也正在1990年代，緬甸軍隊以內的BA-52被當地生產並且裝備的以色列烏茲衝鋒槍所取代，現在它可說已經離開了前線。目前，BA-52的確實數量和服役期間仍然未知。
另外，1978年，它倆曾在红色旅的軍火庫當中出現。

## 設計細節
相對於貝瑞塔M1938、FNAB-43而言，TZ-45更像是人們在那個地方、在那個時候的期望當中誕生的那類武器。這款武器可說是綜合其他國家的衝鋒槍的大成（機構靈感來自英國斯登衝鋒槍，蘇聯PPD-40冲锋枪等）。它是由金属衝壓件所製成，並且將所有部件焊接在一起；從槍托到槍管的所有部件均由金屬製成，以便於整體生產，但是表面處理卻並不完整。儘管如此，它還是設法展示了其一至兩個有趣的功能。其槍機為簡單的反沖式，但是複進彈簧圍繞著為兩件式設計的導桿所組裝，而這導桿會隨著槍栓返回而伸縮。槍口設有充當補償器的兩條橫向切口，槍托是由钢桿所製成；當縮折時，鋼製槍托桿會在機匣的旁邊滑動。該槍亦裝上了兩個獨立的保險系統：快慢機桿以上具有“保險”位置，可將槍栓在前部或後部位置時上鎖，還有安裝在彈匣外殼後方的Ｌ形槓桿式握把保險。除非武器以正確方式握住而且該握把保險被壓縮到解脫位置，否則槍栓不能向任何方向移動，藉以進行待擊或是擊發。即使槍栓已閉鎖的和插上了彈匣，第二道保險的銷釘仍可楔入槍栓中下部左側的特別設計的凹口以內，以防止槍栓本身在武器意外受到撞擊的情況以下回滾；但這也導致該槍無法在必要時單手射擊。考慮到在當代的衝鋒槍（斯登衝鋒槍等）以上偶然會發生意外擊發，TZ-45的雙重保險系統被證明是一個突破；它激發了以後、從丹麦麥德森M50起眾多的衝鋒槍。

## 使用國
- 意大利社會共和國
- 意大利游擊隊員[3]
- 緬甸聯邦[4]
- 德意志國

### 非國家團體武裝勢力的採用
- 红色旅

## 流行文化

### 電子遊戲
- 2021年—《應徵入伍》

## 資料來源
1. ↑  Hogg, Ian. . Arms and Armour Press. 1977. ISBN 0-85368-281-X.
2. ↑  Maung Aung Myoe. . Institute of Southeast Asian Studies. 2009: 106. ISBN 978-981-230-848-1.
3. ↑  Battistelli, Pier Paolo; Crociani, Piero. . Elite 207. Osprey Publishing. 2015: 47, 60. ISBN 9781472808936.
4. ↑  .   [2019-04-26]. （原始内容存档于2022-04-30）.

## 外部連結
- （英文）—TZ-45 PDF at Small arms review
- （英文）—TZ-45: Italy’s Late War Submachine Gun With Special Safety（页面存档备份，存于）
- （英文）—Drawing（页面存档备份，存于）
- （英文）—Article on this firearm（页面存档备份，存于）
- （英文）—Modern Firearms—TZ-45（页面存档备份，存于）
- YouTube—Firing range tests with a rare TZ-45（页面存档备份，存于）